# Sussaba coloradensis
Sussaba coloradensis är en stekelart som beskrevs av Dasch 1964. Sussaba coloradensis ingår i släktet Sussaba och familjen brokparasitsteklar. Inga underarter finns listade i Catalogue of Life.